# Unterseeboot 605
L'Unterseeboot 605 ou U-605 est un sous-marin allemand (U-Boot) de type VIIC utilisé par la Kriegsmarine pendant la Seconde Guerre mondiale.
Le sous-marin fut commandé le 22 mai 1940 à Hambourg (Blohm & Voss), sa quille fut posée le 12 mars 1941, il fut lancé le 27 novembre 1941 et mis en service le 15 janvier 1942, sous le commandement de l'Oberleutnant zur See Herbert-Viktor Schütze.
Il fut coulé en mer Méditerranée par l'aviation britannique, en novembre 1942.

## Conception
Unterseeboot type VII, l'U-605 avait un déplacement de 769 tonnes en surface et 871 tonnes en plongée. Il avait une longueur totale de 67,10 m, un maître-bau de 6,20 m, une hauteur de 9,60 m et un tirant d'eau de 4,74 m. Le sous-marin était propulsé par deux hélices de 1,23 m, deux moteurs diesel Germaniawerft M6V 40/46 de 6 cylindres en ligne de 1 400 cv à 470 tr/min, produisant un total de 2 060 à 2 350 kW en surface et de deux moteurs électriques BBC GG UB 720/8 de 375 cv à 295 tr/min, produisant un total 550 kW, en plongée. Le sous-marin avait une vitesse en surface de 17,7 nœuds (32,8 km/h) et une vitesse de 7,6 nœuds (14,1 km/h) en plongée. Immergé, il avait un rayon d'action de 80 milles marins (150 km) à 4 nœuds (7,4 km/h; 4,6 milles par heure) et pouvait atteindre une profondeur de 230 m. En surface son rayon d'action était de 8 500 milles nautiques (soit 15 700 km) à 10 nœuds (19 km/h).
L'U-605 était équipé de cinq tubes lance-torpilles de 53,3 cm (quatre montés à l'avant et un à l'arrière) qui contenait quatorze torpilles. Il était équipé d'un canon de 8,8 cm SK C/35 (220 coups) et d'un canon antiaérien de 20 mm Flak. Il pouvait transporter 26 mines TMA ou 39 mines TMB. Son équipage comprenait 4 officiers et 40 à 56 sous-mariniers.

## Historique
Il reçoit sa formation d'initiale dans la 5. Unterseebootsflottille jusqu'au 31 juillet 1942, il rejoint son unité de combat dans la 9. Unterseebootsflottille et dans la 29. Unterseebootsflottille à partir du 1er novembre 1942.
L'U-605 quitte Kiel le 2 août 1942 pour l'Atlantique Nord. En transit, le 3 août, il coule probablement un chalutier britannique dans le sud de Vík í Mýrdal (Islande). Ce chalutier est porté manquant après le 5 août et l'U-605 se trouve dans cette zone à la même époque.
Tôt le 25 août 1942, l'U-605 est l'un des neuf U-Boote repérant le convoi ON-122 (en), parti le 15 août de Liverpool.
Il torpille et envoie par le fond deux bâtiments britanniques dans l'Atlantique Nord. Peu après, l'U-605 est repéré et attaqué par la corvette norvégienne Eglantine et est endommagé par des charges de profondeur.
L'U-605 quitte Brest le 1er octobre 1942 pour la Méditerranée. Il passe le détroit de Gibraltar dans la nuit du 10 au 11 octobre 1942 et arriva à La Spezia le 14 octobre.
Il navigue dans la Méditerranée occidentale. Début novembre 1942, l'U-605 rejoint d'autres U-Boote positionnés dans l'ouest d'une ligne de patrouille allant des îles Baléares à Alger. Le 28 octobre, l'U-81 et l'U-605 signalent une force navale ennemie composée de HMS Furious, deux croiseurs et de six destroyers naviguant à grande vitesse pour rejoindre Malte en vue de livrer des avions de chasse. Les Allemands sont préoccupés par le grand nombre de navires à Gibraltar. Le 8 novembre 1942, les Alliés débarquent en Afrique du Nord et les U-Boote attaquent les navires de débarquement. Le lendemain, l'U-605 rapporte un navire d'escorte torpillé et envoyé par le fond près d'Alger, ce qui n'est pas confirmé.
L'U-605 est coulé le 14 novembre 1942 au nord du Cap Falcon à la position 36° 20′ N, 1° 01′ O, par une attaque de charges de profondeur d'un Lockheed Hudson britannique du Sqn 233.
Les 46 membres d'équipage meurent dans cette attaque.

## Affectations
- 5. Unterseebootsflottille du 15 janvier 1942 au 31 juillet 1942 (Période de formation).
- 9. Unterseebootsflottille du 1er août 1942 au 31 octobre 1942 (Unité combattante).
- 29. Unterseebootsflottille du 1er novembre 1942 au 14 novembre 1942 (Unité combattante).

## Commandement
- Oberleutnant zur See  Herbert-Viktor Schütze du 15 janvier 1942 au 14 novembre 1942.

## Patrouilles
|       | Commandant                    | Départ           | Départ    | Arrivée          | Arrivée   | Jours    | Succès  |
| ----- | ----------------------------- | ---------------- | --------- | ---------------- | --------- | -------- | ------- |
| 1     | Kptlt. Herbert-Viktor Schütze | 28 juillet 1942  | Kiel      | 4 septembre 1942 | Brest     | 39 jours | 8 409   |
| 2     | Kptlt. Herbert-Viktor Schütze | 1er octobre 1942 | Brest     | 14 octobre 1942  | La Spezia | 14 jours |         |
| 3     | Kptlt. Herbert-Viktor Schütze | 21 octobre 1942  | La Spezia | 14 novembre 1942 | Coulé     | 25 jours |         |
| Total | Total                         | Total            | Total     | Total            | Total     | 78 jours | 8 409 t |

Note : Kptlt. = Kapitänleutnant

### Opérations Wolfpack
L'U-605 opéra avec les Rudeltaktik (meute de loups) durant sa carrière opérationnelle.
- Steinbrinck (7–11 août 1942)
- Lohs (11–26 août 1942)
- Tümmler (1er–11 octobre 1942)

## Navires coulés
L'U-605 coula 3 navires marchands totalisant 8 409 tonneaux au cours des 3 patrouilles (78 jours en mer) qu'il effectua.
| Date         | Nom         | Nationalité | Tonnage | Convoi | Fait  | Localisation         |
| ------------ | ----------- | ----------- | ------- | ------ | ----- | -------------------- |
| 3 août 1942  | Bombay      | Royaume-Uni | 229     | -      | Coulé | 62° 00′ N, 18° 00′ O |
| 25 août 1942 | Katvaldis   | Royaume-Uni | 3 163   | ON 122 | Coulé | 48° 55′ N, 35° 10′ O |
| 25 août 1942 | Sheaf Mount | Royaume-Uni | 5 017   | ON 122 | Coulé | 48° 55′ N, 35° 10′ O |